# Tomás Vargas Osorio
Tomás Vargas Osorio (Oiba, 23 de octubre de 1908-Bucaramanga, 21 de diciembre de 1941) fue un escritor, ensayista, periodista y poeta colombiano, que perteneció al grupo literario Piedra y Cielo.

## Biografía

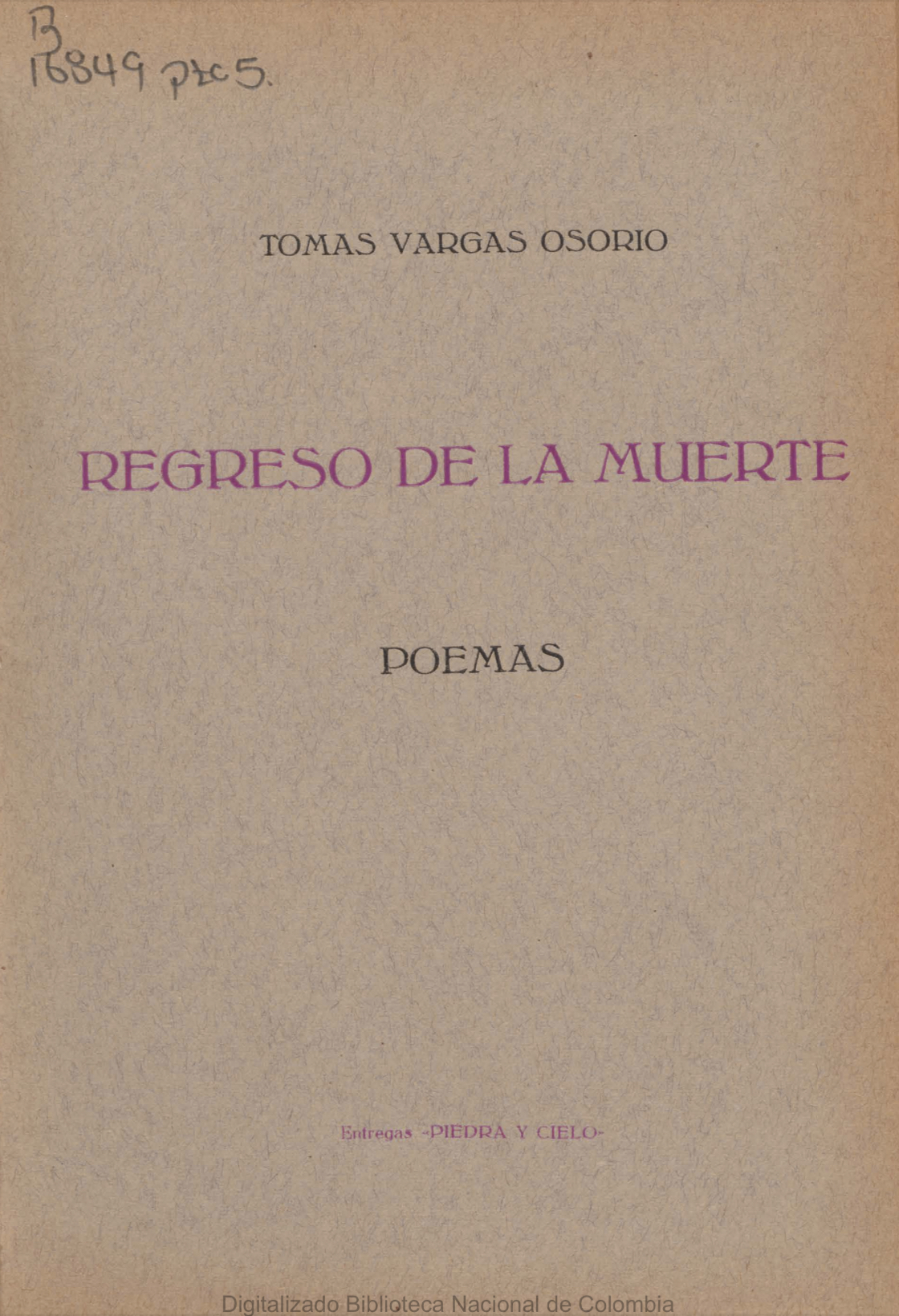
Cubierta de Regreso de la muerte, digitalizada en la Biblioteca Nacional de Colombia

Tomás Vargas Osorio nació en Oiba. Su infancia transcurrió al lado de sus padres, de costumbres agrarias y sencillas, donde realizó sus estudios primarios y secundarios en el Colegio Universitario.
Se inició en sus labores de periodista, político y escritor en 1926, cuando viajó a la capital en busca de empleo. Logró ingresar como colaborador en el Diario Nacional. Al regresar a El Socorro en 1927, se incorporó a la vida periodística iniciándose como tipógrafo, corrector y redactor del periódico Vida Nueva. Viajó nuevamente a la capital en 1930 y se incorporó como redactor del Suplemento Literario del diario El Tiempo. Sin abandonar sus colaboraciones en este diario, viajó de nuevo a El Socorro en 1933 a dirigir el diario El Liberal. Su camino periodístico se completó cuando fue llamado a Bucaramanga en 1934, a la redacción y luego a la dirección de Vanguardia Liberal. Escribió también para el diario El Espectador, fundó y dirigió el periódico El Día en 1939. Como político, Vargas Osorio logró ser diputado a la Asamblea Departamental de Santander en 1937, y dos años más tarde ocupó una curul en la Cámara de Representantes.
Vargas Osorio incursionó también en la narrativa, con una gran visión literaria para los años treinta, campo en el que ha sido reconocido por la característica de sus escritos: reflexión profundamente subjetiva y estéticamente elaborada. Es autor de Vidas menores, cuentos de ambiente santandereano, tropicales algunos, pero muy alejados del tropicalismo social; Huella en el barro  ensayos con particular atención al paisaje santandereano, pero que incluyen además crítica y teorías literarias; con el título de Regreso de la muerte muestra un largo trabajo de depuración en el lirismo. Pero su ensayo más importante y más extenso lo constituye La familia de la angustia. Este texto contiene un ensayo sin precedentes en Colombia, de pasmosa lucidez, sobre la situación de la cultura en Occidente Contemporáneo, que denuncia la división de naturaleza y espíritu muy dentro de la línea de sus obsesiones de hallar en el paisaje un centro vital del hombre, aun del hombre urbano y moderno. Además, Vargas Osorio dejó algunos cuentos, poemas y ensayos que fueron publicados póstumamente por la Gobernación de Santander en la edición de sus obras. Falleció en Bucaramanga el 21 de diciembre de 1941 de un cáncer.
En 1944 y 1946 la Imprenta Departamental de Santander, por decreto de la Secretaría regional, publicó póstumamente los dos volúmenes de las Obras de Tomás Vargas Osorio. La edición y el prólogo corrieron a cargo de Jaime Ardila Casamitjana, quien incluyó, junto a las reediciones de los cuatro libros publicados en vida del autor, otras cuatro secciones destinadas a recoger por primera vez, en forma de monografía, gran parte de su obra publicada originalmente en prensa: «Cuentos santandereanos», «Bitácora», «Poemas varios» y los textos periodísticos que Vargas Osorio escribió para el suplemento literario de El Tiempo.
En mayo de 2023 se publicará una antología de algunos de sus cuentos en España. En esta antología se incluyen «Rosalinda» y «Tierra» de Vidas menores y otros cuantos que fueron publicados en esos dos volúmenes de Obras bajo el nombre de «Cuentos santandereanos». El libro, titulado La muerte es un país verde (que coge el nombre de uno de los poemas de Regreso de la muerte), lo publica la editorial Libros de la Ballena.

## Enlaces de interés
1. Tomás Vargas Osorio, una pluma «bárbara». Publicado en vanguardia.com el 16 de agosto de 2008.